# 로베르트 코차랸
로베르트 세드라키 코차랸(아르메니아어: Ռոբերտ Սեդրակի Քոչարյան, 문화어: 로베르뜨 꼬챠랸, 1954년 8월 30일~)은 1998년부터 2008년 사이 아르메니아의 제2대 대통령이었다. 1994년부터 1997년까지 나고르노카라바흐 공화국의 초대 대통령을 지내고, 1997년부터 1998년 사이에는 아르메니아 공화국 총리를 지냈다.

## 생애
소련 아제르바이잔 공화국의 아르메니아인 자치주인 나고르노카라바흐 자치주의 수도 스테파나케르트에서 태어났다. 1972년~1974년 사이에 소련군에 복무하였다.